# مانوئل تورس (بازیکن فوتبال زاده ۱۹۳۰)
مانوئل تورس (انگلیسی: Manuel Torres; ۱۹ آوریل ۱۹۳۰ – ۱۴ مارس ۲۰۱۴) بازیکن فوتبال اهل اسپانیا بود.
از باشگاه‌هایی که در آن بازی کرده‌است می‌توان به باشگاه فوتبال رئال ساراگوسا و باشگاه فوتبال رئال مادرید اشاره کرد.